# Ratpenat de Taiwan
El ratpenat de Taiwan (Pipistrellus abramus) és una espècie de ratpenat de la família dels vespertiliònids que es troba a la Xina, Taiwan, Corea i el Japó.